# 寂鼠屬
寂鼠屬（Galenomys），哺乳綱囓齒目倉鼠科的一屬，现时属下仅有格氏寂鼠（Galenomys garleppi）一种。它们分布在玻利维亚和秘鲁，其栖息地位于海拔3000米的阿尔蒂普拉诺高原。它们是很罕见的物种，自1975年以后就再也没有被见到过，目前因为对它们现状和所受威胁所知甚少，世界自然保护联盟将其列为数据缺乏。